# 斑茅
斑茅（学名：Saccharum arundinaceum Retz.）是一种禾本科甘蔗属植物。这种植物在中国分布于江苏、安徽、浙江、华南；东南亚也有。俗名：大密、巴茅。嫩叶可作为牛、马的饲料；秆可用来编席和造纸。